# معصومیت ازدست‌رفته
معصومیت ازدست‌رفته یک مجموعهٔ تلویزیونی ایرانی به کارگردانی داوود میرباقری محصول سال ۱۳۸۲ است.

## داستان
داستان این سریال، به سده نخست هجری برمی‌گردد و با محوریت شخصیتی به نام شوذب شکل می‌گیرد.
شوذب از یاران علی است، منتهی اکنون خزانه‌دار کوفه و امویان شده است. میرباقری شوذب را در میانه عشق بین دو زن ترسیم می‌کند.
اولین زن ماریا است که زمانی مسیحی بوده است و خاطرات شیرینی از دوران خلافت علی دارد که به منزل آنها سر می‌زده است و دستگیر فقر و تنگدستی‌شان بوده است. دیدن شوذب، ماریا را به یاد علی می‌اندازد و همین بتدریج علاقه او را به شوذب شکل می‌دهد. ماریا که پس از مرگ مادر به دیر سپرده شده و به قالب راهبه مسیحی درآمده است، همچنان دل در گرو عشق شوذب دارد و برایش پیام‌هایی عاطفی می‌فرستد و در مواجهه بین این دو، شوذب نیز گرفتار عشق ماریا می‌شود.
اما زن دوم یک یهودی است به نام حمیرا که با شمایل کولی‌وار خویش، دل شوذب را می‌فریبد و او را بتدریج با وسوسه به راهیابی بیشتر به دستگاه خلافت امویان، از ایمان دور می‌سازد.
به این ترتیب سریال میرباقری در یک عرصه دوسویه شکل می‌گیرد: سویه‌ای که نهایتش به سعادت ختم می‌شود و سویه‌ای که فرجامش جز شقاوت نیست و اکنون شوذب باید بین این تنگنا راهی را برگزیند. شوذب نهایتاً با ماریا ازدواج می‌کند اما به دلیل رفت‌وآمدهای مکرر حمیرا نسبت به او بی محبت شده و ماریا او را ترک می‌کند. ماریا در هنگام زاییدن پسرش از دنیا می‌رود و شوذب نیز با حمیرا ازدواج می‌کند. اما چند سال بعد پسر شوذب، زید، اتفاقی عاشق ربابه دختر حمیرا می‌شود و در این راه کشته می‌شود. شوذب هم دیوانه شده و ربابه را در مجلس عروسیش می‌کشد. اما نهایتاً به وسیله سواری از زندان نجات می‌یابد.

## بازیگران
| بازیگر           | نقش               |
| ---------------- | ----------------- |
| امین تارخ        | (شوذب)            |
| فریبا کوثری      | (ماریا)           |
| سارا خوئینی‌ها    | (حمیرا)           |
| داریوش فرهنگ     | (ابن زیاد)        |
| امین زندگانی     | (زید)             |
| حدیث فولادوند    | (رباب)            |
| مرضیه برومند     | (حره)             |
| داود رشیدی       | (نعمان)           |
| اکبر عبدی        | (ابونواز)         |
| سیاوش طهمورث     | (ابن حریث)        |
| سعید نیکپور      | (هانی)            |
| خسرو شهراز       | (عبدالله بن زبیر) |
| رضا کرم رضایی    | (پدر مقدس)        |
| انوشیروان ارجمند | (حجاج بن یوسف)    |
| مصطفی طاری       | (شمربن ذی الجوشن) |
| رضا رویگری       | (سعدون)           |
| فریده سپاه منصور | (سوفیا)           |
| ابراهیم‌آبادی     | (ابومسیب)         |
| معصومه تقی پور   | (مادر حمیرا)      |
| محسن قاضی مرادی  | (معقل)            |
| عباس امیری مقدم  | (ابومشیر)         |
| سروش خلیلی       | (شمعون)           |
| بهرام شاه محمدلو | (عتیق)            |
| آهو خردمند       | (مادر ماریا)      |
| عزیزالله هنرآموز | (پدر حمیرا)       |
| پرویز شاهین خو   | (شریح)            |
| منظر لشگری       | (سرآشپز)          |
| ساغر عزیزی       | (هلن)             |
| نادر رجب پور     | (حمزه)            |
| مرتضی ضرابی      | (ابن سنان)        |
| مرتضی اردستانی   | (سنان بن انس)     |
| مریم بوبانی      | (طوعه)            |
| خسرو احمدی       | (مرد چاق)         |
| رامتین خداپناهی  | (بلال)            |
| هاشم روحانی      | (خادم هانی)       |
| انوش معظمی       | (نعیم)            |
| حامد میرباقری    | (حیدر)            |
| حسن میرباقری     | (ذاکر)            |
| روژان آریامنش    | (کودکی ماریا)     |
| مریم بصیری       | (زن شرطه)         |
| مهدی تارخ        | (برادر شوذب)      |
| محمدجاهد نیکو    | (مردلاغر پیشگو)   |
| رحمان حسینی      | (اشهل)            |
| رضا راد          | (عباد)            |
| مانی اسکندری     | (سعید)            |
| حمید اصغری تتماج | (حاجب)            |
| سارا تنها        | (کودک)            |
| محسن سلیمانی     | (پیک)             |
| خسرو سهامی       | (ابوملیل)         |
| علیرضا فروغی     | (پیک)             |
| مریم قادری       | (ریحانه)          |
| علی کریم         | (عبداله پسر حجاج) |
| هوشنگ کمالی      | (شرطه)            |
| امیررضا گیتی بان | (سوار)            |
| سعید لشکری       | (ابراهیم)         |
| محمد نمازی       | (سیاهپوش)         |
| حسن نیکرو        | (حضرمی)           |

## جوایز و نامزدها
| ۱۳۸۲ | هفتمین جشن حافظ |                                  |                                               |          |
| ۱۳۸۲ | هفتمین جشن حافظ | بهترین مجموعه تلویزیونی          | محمد مسعود                                    | نامزدشده |
| ۱۳۸۲ | هفتمین جشن حافظ | بهترین کارگردان تلویزیونی        | داوود میرباقری                                | نامزدشده |
| ۱۳۸۲ | هفتمین جشن حافظ | بهترین فیلمنامه تلویزیونی        | محمد بیرانوند و حسن میرباقری و داوود میرباقری | نامزدشده |
| ۱۳۸۲ | هفتمین جشن حافظ | بهترین بازیگر مرد درام تلویزیونی | داریوش فرهنگ                                  | نامزدشده |
| ۱۳۸۲ | هفتمین جشن حافظ | بهترین بازیگر مرد درام تلویزیونی | امین تارخ                                     | برنده    |